# Moritz W. Kuhn
Moritz Kuhn (* 9. Oktober 1944 in Schaffhausen; † 28. August 2018) war ein Schweizer Rechtsanwalt, Versicherungsrechtler und Handelsrichter.

## Leben
Kuhn wurde als Sohn eines Pfarrers geboren und verbrachte seine Jugend in Dübendorf und Winterthur. Er studierte Rechtswissenschaft an der Universität Zürich und promovierte dort 1970 bei Dietrich Schindler jun. mit einer Dissertation Staatshaftungsrecht. Nach seiner Habilitation 1986 ernannte ihn die Universität zum Privatdozenten, sechs Jahre später zum Titularprofessor für Versicherungsrecht und Privatrecht.
Nach einem Gerichtspraktikum am Bezirksgericht Zürich absolvierte Kuhn 1972 die Anwaltsprüfung und nahm seine berufliche Tätigkeit bei der Rentenanstalt auf, wo er bis 1999 unter anderem als Leiter des Steuer- und Rechtsdienstes und als Generalsekretär tätig war. Ab 2000 war er Partner bei Meyer Müller Eckert Partners.
1994 wählte der Kantonsrat Kuhn als Vertreter der Banken- und Versicherungsbranche zum Handelsrichter. Im Mai 2001 wählte der Kantonsrat auf Vorschlag der SVP das damalige FDP-Mitglied Kuhn für den in den Ruhestand getretenen Jörg Rehberg zum ordentlichen Kassationsrichter. Ende des gleichen Jahres nominierte die SVP Kuhn trotz Kritik innerhalb und ausserhalb des Gerichts als Nachfolger des abtretenden Marco Jagmetti für das Präsidium. Kritisiert wurde insbesondere, dass Kuhn zu wenig Gerichtserfahrung habe. Schliesslich setzte er sich jedoch in einer Kampfwahl gegen den von der SP nominierten Vizepräsidenten Herbert Heeb mit 101 gegen 59 Stimmen durch.
In der Militärjustiz war Kuhn Gerichtsschreiber, Untersuchungsrichter und zuletzt Auditor an einem Divisionsgericht.
Kuhn war Mitglied der Schweizerischen Gesellschaft für Haftpflicht- und Versicherungsrecht, die er 1994 bis 1998 präsidierte. Zudem war er Mitglied des Präsidialausschusses der Association International de Droit des Assurances sowie Präsident des Verbands Schweizer Versicherungsbroker (SIBA). Weiter war er Vorstandsmitglied des Schweizerischen Arbeitgeberverbandes.
Kuhn hat diverse Beiträge zum Versicherungsrecht und Arztrecht verfasst, unter anderem ein Lehrbuch zum Privatversicherungsrecht.
Moritz Kuhn war verheiratet und hatte zwei Söhne. Er wohnte in Zumikon.